# 方俊 (地球物理学家)

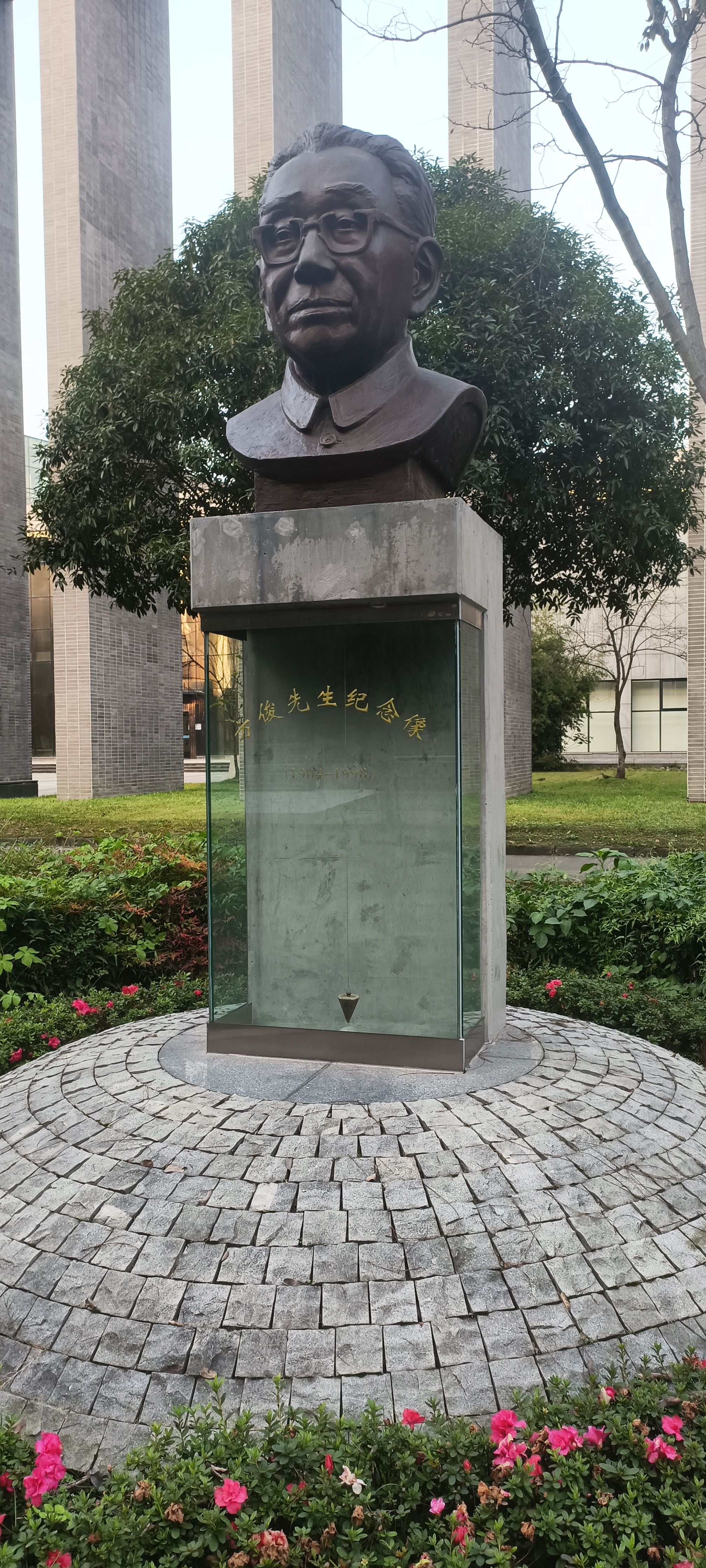
方俊先生纪念像，位于西南交通大学犀浦校区内

方俊（1904年10月26日—1998年5月5日），字君选，男，籍贯江苏武进，生于广东广州，中国大地测量与地球物理学家，中国大地重力学和地球形状学的创始人。曾任中国科学院武汉测量与地球物理研究所所长、名誉所长、研究员。

## 生平
1904年生于广东广州，籍贯江苏武进，1912年就读于苏州第一师范附小，后随家北上，1919年进入北京崇德中学。1923年入唐山交通大学（现西南交通大学）预科，1926年土木系本科肄业。1937－1938年在德国耶那地地震研究所学习。
1980年当选为中国科学院学部委员（院士）。
先后任同济大学测量系教授，中国科学院地理研究所研究员、大地测量组主任，中国科学院测量制图研究所所长，中国科学院测量与地球物理研究所所长、名誉所长。